# Rola-oriental
Rola-oriental (nome científico: Streptopelia orientalis) é uma espécie de ave pertencente à família dos columbídeos. A espécie possui uma ampla faixa de distribuição nativa na Europa, leste da Ásia ao Japão. As populações mostram variações no padrão de plumagem e foram designadas em pelo menos seis subespécies nomeadas. As populações nas latitudes mais altas tendem a migrar para o sul no inverno, enquanto as mais próximas aos trópicos são sedentárias. Vagantes foram registrados na América do Norte. A espécie é predominantemente granívora e forrageia no chão.
Seu nome popular em língua inglesa é "oriental turtle dove" ou "rufous turtle dove".